# 246 av. J.-C.
Cette page concerne l'année 246 av. J.-C. du calendrier julien proleptique.

## Événements
- 28 janvier : mort de Ptolémée II Philadelphe. Début du règne de Ptolémée III Évergète (le Bienfaiteur), qui succède à son père (fin de règne en 222 av. J.-C.)[1]. Le jour même de son avènement, Ptolémée III épouse Bérénice, fille de Magas, roi de Cyrène, avec qui il exerce une corégence. La Cyrénaïque retourne dans l’orbite lagide[2]. Ptolémée III mène des campagnes en Éthiopie, en Syrie, s’empare de Suse et d’Ecbatane, ce qui lui permet de rapporter en Égypte de nombreuses divinités égyptiennes enlevées par le roi de Perse Cambyse II[3].
- 13 juin (21 avril du calendrier romain) : début à Rome du consulat de Marcus Fabius Licinus et Manius Otacilius Crassus II ;	dictature de Tiberius Coruncanius[4].
- Entre le 31 juillet et le 29 août[5] : Antiochos II meurt à Éphèse dans des circonstances obscures. Son fils Séleucos II Kallinikos (le grand vainqueur) lui succède comme roi séleucide (fin de règne en 226 av. J.-C.). Il écarte du trône de Syrie sa belle-mère Bérénice Syra, qui fait appel à son frère Ptolémée III. Bérénice est assassinée avec son fils par Laodicé Ire, première femme d’Antiochos II. Ptolémée III soutient alors contre Séleucos II la troisième guerre de Syrie ou de Laodicé (246/241 av. J.-C.) qui le rend maître de toute une partie de l’Asie occidentale jusqu’à Babylone (?) et porte le royaume ptolémaïque à l’apogée de sa puissance[6].

- Diodote Ier, satrape grec de Bactriane et de Sogdiane, qui s'est proclamé indépendant (royaume gréco-bactrien), reçoit de Séleucos II la main d'une de ses sœurs pour sceller leur alliance[7].

- Mise en service du canal Zhengguo, qui irrigue la région du Shaanxi, en Chine[8]. Un canal d’irrigation est creusé sous la direction de l’ingénieur Zheng Guo entre les cours de la Jing et de la Luo, parallèlement à la rivière Wei (Shaanxi)[9]. À l’origine fruit d’une machination du prince de Han afin d’affaiblir les Qin par de grands travaux, cet ouvrage contribuera à l’essor de l’État de Qin. Ces grandes réalisations, créées au départ pour approvisionner les armées, provoquent l’accroissement des productions agricoles et de la démographie (de 10 à 50 millions d’habitants pendant la période des Zhou orientaux).

## Décès en 246 av. J.-C.
- 28 janvier : Ptolémée II
- Été : Antiochos II Théos, peut-être empoisonné par sa première femme Laodicé Ire.

- Bérénice Syra.